# Cicurina aenigma
Cicurina aenigma är en spindelart som beskrevs av Willis J. Gertsch 1992. Cicurina aenigma ingår i släktet Cicurina och familjen kardarspindlar. Inga underarter finns listade i Catalogue of Life.